# Європейський молодіжний парламент — Україна
«Європейський молодіжний парламент Україна» («ЄМП Україна») — міжнародна молодіжна політично та релігійно нейтральна освітня неприбуткова організація, яка заохочує українську молодь до активної участі у громадському та культурному житті. ЄМП Україна представляє один із 39 національних комітетів міжнародного Європейського молодіжного парламенту.

## Історія ЄМП
Європейський молодіжний парламент був заснований у 1987 році Беттіною Карр-Алінсон як шкільний проект у ліцеї François-Ier у Фонтенбло, місті на південь від Парижу. Саме там відбулися перша, друга та четверта Міжнародні сесії ЄМП у 1988, 1989 та 1990 роках відповідно. Протягом 2001—2004 років організація зіткнулася з проблемами фінансування, проте вже 4 листопада 2004 року Європейський молодіжний парламент було відроджено за взаємною домовленістю між представниками Ради Національних комітетів ЄМП (BNC), членами організації та Фундацією Хайнц-Шварцкопфа (Heinz-Schwarzkopf Foundation). З того часу ЄМП є програмою Фундації Шварцкопфа «Молода Європа» (Schwarzkopf-Stiftung Junges Europa), центральний офіс якої знаходиться у Берліні, Німеччина.
Організація «Європейський молодіжний парламент Україна» (ЄМП Україна), зареєстрована Міністерством юстиції України від 18 лютого 2002 року, є повноправним учасником процесу розвитку громадянського суспільства. Де-факто, ЄМП Україна успішно функціонує в Україні з 2000 року, залучаючи українську молодь до діяльності однієї із найбільших європейських платформ для дебатів, міжкультурних зустрічей, освітньої роботи та обміну ідеями між молодими європейцями. Щороку ЄМП Україна проводить Національну сесію, за результатами якої обираються делегати, які представляють Україну на міжнародних сесіях ЄМП у Європі. За роки діяльності організація отримала професійні знання та цінний досвід проведення різноманітних молодіжних заходів: регіональних сесій та міжнародних форумів, національних конференцій, тренінгів, семінарів. ЄМП Україна є головним партнером у проведенні молодіжних самітів ООН з досягнення Цілей тисячоліття в Україні, а також головним молодіжним партнером Представництва Європейського Союзу в Україні під час організації святкувань Днів Європи в Києві та в інших містах України. Досвідчені і талановиті молоді люди, готові працювати волонтерами заради втілення в життя цікавих проектів, є найціннішим ресурсом нашої організації.

## Основні цілі та сфера діяльності
1. Сприяння європейській інтеграції України шляхом виховання української молоді на демократичних цінностях та ідеалах, розбудови громадянського суспільства, налагодження співпраці з європейськими неурядовими організаціями;
2. Розвиток партнерства з міжнародними громадськими та міждержавними організаціями;
3. Налагодження співпраці між українськими молодіжними громадськими організаціями у напрямку досягнення Цілей розвитку тисячоліття, затверджених ООН у вересні 2000 року;
4. Формування конструктивного і прагматичного ставлення молоді до європейської інтеграції України;
5. Формування позитивного іміджу України за кордоном шляхом адекватного представництва країни під час міжнародних заходів.

## Керівництво
На міжнародному рівні управління організацією здійснює міжнародний орган — Адміністративна рада (Governing Body, GB). Адміністративна рада налічує шість членів, які обираються Національними комітетами та членами ЄМП, а також представника Фундації Шварцкопфа. Найбільшою відповідальністю Адміністративної ради є гарантія якості Міжнародних сесій, сталий розвиток, довгострокова стабільність та захист організації. Поточними робочими питаннями функціонування організації займається виконавчий директор (найманий працівник). Протягом 2004—2008 років цю посаду обіймав Філіпп Шарф (Philipp J. Scharff), протягом 2008—2011 років — Ян Філіпп Бек (Jan-Phillip Beck), Президент 56-ї Міжнародної сесії ЄМП, яку було вперше проведено в Україні в м. Києві. Наразі виконавчим директором ЄМП є Krista Simberg.
На національному рівні український національний комітет самостійно визначає форму управління, яка обов‘язково відповідає основним демократичним принципам. В Україні до Правління організації входить Президент, Проектний менеджер та Голови п’яти Департаментів:
- Департамент адміністрування
- Департамент зовнішніх зв’язків
- Департамент публічних відносин
- Департамент регіонального розвитку (розпущений в 2023)
- Фінансовий департамент

Кожен департамент додатково складається з членів департаментів.
Правління обирається шляхом голосування на щорічній Генеральній Асамблеї як найвищому керівному органі ЄМП Україна. Члени організації також щорічно обирають одного національного куратора безпеки та трьох членів Комісії з аудиту. Вибори проводяться на основі голосування членів організації за правилом відносної більшості.
Президенти організації:
| Рік       | Президент                           |
| --------- | ----------------------------------- |
| 2000-2002 | Ольга Смирнова (співзасновниця)     |
| 2002-2004 | Василь Мірошниченко (співзасновник) |
| 2004-2005 | Тетяна Поладко                      |
| 2005-2010 | Олександра Андрусик                 |
| 2010-2011 | Катерина Виноградова                |
| 2011-2013 | Анна Супруненко                     |
| 2014      | Єгор Власенко                       |
| 2015      | Христина Челмакіна                  |
| 2016      | Ахмед Шербаз (6 місяців)            |
| 2017      | Михайло Рожков                      |
| 2017-2018 | Валерія Нікітенко                   |
| 2018-2019 | Тетяна Лавріченко                   |
| 2019-2020 | Леся Погоріла                       |
| 2020-2021 | Віталій Кошицький                   |
| 2021-2022 | Віталій Кошицький                   |
| 2023      | Марія Панченко                      |
| 2024      | Алла Заповітряна                    |

## Національні комітети
Національні комітети ЄМП можна знайти у 39 країнах Європи:
| - Албанія — EYP Albania - Австрія — EYP Austria [Архівовано 15 квітня 2012 у Wayback Machine.] - Бельгія — EYP-Europolis Belgium - Білорусь — EYP Belarus [Архівовано 15 січня 2013 у Wayback Machine.] - Данія — EYP Denmark [Архівовано 22 травня 2017 у Wayback Machine.] - Хорватія — EYP Croatia [Архівовано 27 травня 2009 у Wayback Machine.] - Кіпр — EYP Cyprus - Чехія — EYP Czech Republic [Архівовано 6 лютого 2009 у Wayback Machine.] - Естонія — Tegusad Eesti Noored - Фінляндія — EYP Finland [Архівовано 31 жовтня 2020 у Wayback Machine.] - Франція — PEJ France [Архівовано 1 березня 2011 у Wayback Machine.] - Німеччина — EYP Germany [Архівовано 1 липня 2019 у Wayback Machine.] - Грузія — EYP Georgia [Архівовано 3 січня 2019 у Wayback Machine.] - Греція — EYP Greece [Архівовано 15 грудня 2020 у Wayback Machine.] - Угорщина — EYP Hungary - Ірландія — EYP Ireland [Архівовано 22 жовтня 2008 у Wayback Machine.] - Італія — EYP Italy [Архівовано 3 червня 2012 у Wayback Machine.] - Косово — EYP Kosovo | - Латвія — EYP Latvia [Архівовано 8 травня 2012 у Wayback Machine.] - Молдова — EYP Moldova - Північна Македонія — EYP — Macedonia [Архівовано 22 жовтня 2019 у Wayback Machine.] - Нідерланди — EYP The Netherlands [Архівовано 30 жовтня 2020 у Wayback Machine.] - Норвегія — EYP Norway [Архівовано 5 листопада 2008 у Wayback Machine.] - Польща — EYP Poland [Архівовано 22 лютого 2020 у Wayback Machine.] - Португалія — PEJ Portugal [Архівовано 21 грудня 2010 у Wayback Machine.] - Румунія — EYP Romania [Архівовано 19 липня 2011 у Wayback Machine.] - Росія — EYP Russia - Сербія — EYP Serbia [Архівовано 22 січня 2022 у Wayback Machine.] - Словаччина — EYP Slovakia [Архівовано 30 січня 2020 у Wayback Machine.] - Іспанія — EYP Spain [Архівовано 20 квітня 2012 у Wayback Machine.] - Швеція — EYP Sweden [Архівовано 26 жовтня 2020 у Wayback Machine.] - Швейцарія — EYP Switzerland [Архівовано 26 жовтня 2020 у Wayback Machine.] - Туреччина — EYP Turkey [Архівовано 19 вересня 2017 у Wayback Machine.] - Україна — EYP Ukraine [Архівовано 5 листопада 2008 у Wayback Machine.] - Велика Британія — EYP UK [Архівовано 21 березня 2012 у Wayback Machine.] |

## Сесії Європейського молодіжного парламенту
Міжнародна сесія Європейського молодіжного парламенту відбувається тричі на рік (навесні, влітку та восени). Проведення кожної міжнародної сесії узгоджується та курується безпосередньо Центральним Офісом ЄМП у Берліні (незалежно від міста проведення). Зазвичай, сесія збирає близько 300 учасників із 35 країн Європи. Протягом десяти днів делегати працюють у складі міжнародних комітетів над розробкою рішень щодо політичних, економічних, соціальних та культурних питань, які стоять на порядку денному відповідних комітетів Європейського Парламенту. Результатом роботи в комітетах є резолюція, яку в ході дискусії приймає вся група. Ті резолюції, які отримують схвалення Генеральної Асамблеї, передають до Європейського Парламенту як ініціативи європейської молоді.
Міжнародні форуми є національною альтернативою Міжнародних сесій. Вони не потребують прямого узгодження та курування Центрального офісу, однак орієнтуються на міжнародну аудиторію й серед делегатів. Якщо усі інші види заходів є складовими традиційної щорічної програми кожного національного комітету, міжнародний форум є проявом додаткової національної ініціативи, зазвичай збирає 70-200 учасників.
Національна відбіркова сесія відбувається раз на рік. Національну сесію організовує Національний комітет ЄМП для того, щоб відібрати найкращих учасників до української делегації, яка представлятиме Україну на Міжнародних сесіях. Національні сесії зазвичай збирають 100—130 учасників з усієї країни та тривають від 4 до 6 днів. Особливістю такого відбору є наявність спеціально підібраної команди міжнародного журі. Окрім відбору до міжнародних сесій, здійснюється відбір до сесій інших національних комітетів за запитами відповідних комітетів. Альтернативою відбору міжнародним журі на Національній відбірковій сесії може бути проведення позачергового конкурсу Департаментом зовнішніх зв’язків. Пріорітет надається українським делегатам.
Регіональні сесії відбуваються протягом року і збирають близько 50-120 учасників (делагатів, представників академічного управління, членів медіа команди, організаторів). Географічне розмаїття країн, представники яких беруть участь у цих сесіях та форумах, роблять їх справжньою платформою для міжкультурного спілкування. Однак, серед делегатів пріоритет надається українцям. Регіональні сесії ЄМП зазвичай мають на меті охопити найбільш різноманітні куточки України, та відкрити нові можливості для всього різноманіття представників української молоді.
ЄМП-вікенд  — це дводенний захід, метою якого є популяризація організації та підготовка молоді до участі в масштабних ЄМП-заходах, таких як Національна сесія. Перевагою міні-сесій є можливість організувати такий захід у багатьох регіонах країни з невеликою кількістю учасників (30-50 людей).
Новою альтернативою регіональних сесій стала цифрова сесія, яка переносить типаж регіональної сесії в онлайн-формат. Інколи в онлайн-форматі проводять й інші види заходів, навіть міжнародні сесії. Онлайн-формат також дає можливість залучити аудиторію, яка не має можливості долучатися до традиційних заходів. Інколи заходи проходять гібридно: наприклад, деякі команди збираються наживо, а делегати присутні онлайн.
Окрім типових академічних заходів, які моделюють діяльність сесії Європарламенту, традиційними для Європейського молодіжного парламенту є також тренувальні заходи. Тренінги національного та міжнародного рівня традиційно проводять тренування та підготовки до діяльності усіх типових команд академічних заходів та членів Правління, тобто журналістика для медійної команди, проектний менеджмент для команди організаторів, євроінтеграція та парламентська діяльність для голів комітетів сесій, керування громадськими організаціями для членів Правління національного комітету. Окремо проводяться невеличкі тренінги та дискусійні клуби для новачків. Традиційним українським тренувальним заходом є щорічний Тренувальний табір, який поєднує у собі як особливості тренувального заходу ЄМП, так і стилістику класичного табору. Зазвичай Тренувальний табір ЄМП Україна проходить недалеко від гір, наприклад, в Татарові у 2017 та в Буковелі у 2018. Окрім тренувальної програми ЄМП, учасники долучаються до традиційно української культурно-розважальної програми , а також до табірних традицій (походи в гори тощо). Найдовшим за тривалістю (8 днів) та наймасштабнішим організаційно став тренувальний табір за підтримки Буковелі. У 2022 році Тренувальний табір проводився у Одесі.
Також, на постійній основі функціонує проект “Understanding Europe”. В його рамках проводяться локальні презентації та тренінги для розуміння історії, державної та політичної структур Європи.
Щорічно члени ЄМП Україна беруть участь у численних заходах закордоном, а також організовують сесії в межах країни. Так, за роки діяльності організація прийняла у себе делегатів на сесіях:

#### 2003
- 1-ша Регіональна сесія ЄМП Україна в Києві.

#### 2004
- 2-га Регіональна сесія ЄМП Україна в Києві;
- 1-ша Регіональна сесія ЄМП Україна та ЄМП Білорусь у Львові.

#### 2005
- 2-га Регіональна сесія ЄМП Україна та ЄМП Білорусь у Львові.

#### 2006
- 3-тя Регіональна сесія ЄМП Україна в Києві;
- 3-тя Регіональна сесія ЄМП Україна та ЄМП Білорусь у Львові;
- 53-тя Міжнародна сесія ЄМП у Києві.

#### 2007
- 4-та Регіональна сесія ЄМП Україна та ЄМП Білорусь у Львові;
- 1-ша Регіональна сесія ЄМП Україна в Сумах;
- 2-га Регіональна сесія ЄМП Україна в Сумах;
- 1-ша Національна відбіркова сесія ЄМП Україна у Києві.

#### 2008
- 5-та Регіональна сесія ЄМП Україна у Львові;
- 3-тя Регіональна сесія ЄМП Україна в Сумах;
- 2-га Національна відбіркова сесія ЄМП Україна в Києві.

#### 2009
- 6-та Регіональна сесія ЄМП Україна та ЄМП Білорусь у Львові;
- 1-ша Регіональна сесія ЄМП Україна у Хмельницькому;
- 1-й Всеукраїнський тур ЄМП Україна (Донецьк — Луганськ — Харків, Запоріжжя — Дніпропетровськ — Полтава, Чекраси — Кіровоград — Кривий Ріг, Одеса — Миколаїв — Сімферополь, Вінниця — Івано-Франківськ — Тернопіль);
- 7-ма Регіональна сесія ЄМП Україна у Львові;
- 2-й Всеукраїнський тур ЄМП Україна (Луцьк — Рівне, Чернівці — Хмельницький, Кіровоград — Житомир, Севастополь — Херсон, Суми — Чернігів);
- 3-тя Національна відбіркова сесія ЄМП Україна в Сумах;
- Конференція учасників 1-го і 2-го Всеукраїнських турів ЄМП Україна.

#### 2010
- 1-й Східний Міжнародний Форум ЄМП Україна у Харкові;
- 4-та Регіональна сесія ЄМП Україна в Києві;
- 65-та Міжнародна сесія у Львові.

#### 2011
- Міні-сесія в Кривому Розі;
- 5-та Національна відбіркова сесія ЄМП Україна в Івано-Франківську;
- 2 міні-сесії в Тернополі;
- 2 міні-сесії в Харкові;
- 1-ша Регіональна сесія ЄМП Україна в Чернігові;
- 1-ша Спільна шкільна сесія ЄМП Україна у Києві.

#### 2012
- ЄМП-вікенд у Сумах;
- 6-та Національна відбіркова сесія ЄМП Україна у Вінниці;
- ЄМП-вікенд у Тернополі;
- 5-та Регіональна сесія ЄМП Україна в Києві;
- ЄМП-вікенд у Сімферополі;
- ЄМП-вікенд у Черкасах;
- Міжнародний тренінг Т4ЕТ (тренінг для досвідчених тренерів);
- 1-й Міжнародний форум ЄМП Україна в Одесі;
- 3-й Всеукраїнський тур ЄМП Україна;
- Перша франкомовна сесія ЄМП Україна в Києві;

#### 2013
- 7-ма Національна відбіркова сесія ЄМП Україна у Івано-Франківську;
- 6-та Київська регіональна сесія ЄМП Україна у Києві;
- Леополіс — економічний форум у Львові;
- 4-й Всеукраїнський тур ІнтерРейл в наступних містах: Харків, Київ, Чернігів, Одеса, Херсон, Черкаси, Дніпропетровськ, Дніпродзержинськ, Кривий Ріг, Донецьк, Запоріжжя, Ялта, Хмельницький, Тернопіль, Луцьк;
- ЄМП Вікенд у м. Черкаси, 6-7 квітня;
- ЄМП Вікенд у м. Борова, 26-27 липня;
- ЄМП Вікенд у м. Кам'янець-Подільський, 8-9 листопада;
- ЄМП День у м. Черкаси, 7 грудня
- Тренінг для модераторів комітетів, 26-27 січня у м. Київ
- 2-й Вікенд для Випускників ЄМП, 26-27 жовтня у м. Київ
- Саміт молодіжних організацій NGO G20
- Інша діяльність (Прийом у посольстві Швейцарії в Україні, Започаткування Фонду Випускників ЄМП, «Зробимо Україну чистою!», тощо.)

#### 2014
- 8-ма Національна відбіркова конференція ЄМП-Україна у Черкасах;
- «ASK Agora on Security Kyiv — re:think security» — European Youth Parliament;
- Перший ЄМП-вікенд у Харкові;
- Перший ЄМП-вікенд у Херсоні;
- Перший ЄМП-вікенд в Ужгороді;
- Перший ЄМП-вікенд у Борисполі;
- Тренінг для вчителів у Києві;
- Проект «Understanding Europe»;
- Chairs Academic Training;
- Training of Regional Development Department;

#### 2015
- Київська Шкільна Сесія;
- 9-та Національна відбіркова конференція ЄМП Україна в Луцьку;
- 5-й Всеукраїнський тур ІнтерРейл;
- Франкомовна Регіональна Сесія.

#### 2016
- Регіональна сесія ЄМП Україна у Сумах;
- Регіональна сесія ЄМП Україна у Черкасах;
- Регіональна сесія ЄМП Україна у Луцьку;
- Регіональна сесія ЄМП Україна у Затоці;
- 10-та Національна відбіркова конференція ЄМП Україна у Дніпрі;
- Перший Тренувальний табір ЄМП Україна у Яремчі;
- Тренінг з проджект менеджменту для головних організаторів проектів ЄМП Україна;
- 5-та зустріч випускників ЄМП Україна у Славському.

#### 2017
- Тренінг для комітетів та членів медіа команди у Києві;
- Регіональна сесія ЄМП Україна у Вінниці;
- Регіональна сесія ЄМП Україна в Одесі;
- Регіональна сесія ЄМП Україна у Києві;
- 11-та Національна відбіркова конференція ЄМП Україна у Харкові;
- Другий Тренувальний табір ЄМП Україна у Татарові.

#### 2018
- ЄМП-вікенд в Сумах
- ЄМП-вікенд в Полтаві
- ЄМП-вікенд в Києві
- Тренінг для організаторів масштабних проєктів ЄМП Україна
- Регіональна сесія ЄМП Україна в Тернополі
- Регіональна сесія ЄМП Україна в Запоріжжі
- 12-та Національна відбіркова конференція ЄМП Україна в Чернігові
- Третій Тренувальний табір ЄМП Україна в Буковелі

#### 2019
- Тренінг з проджект менеджменту ЄМП Україна
- Міжнародний форум ЄМП Україна у Львові
- ЄМП-вікенд у Львові
- ЄМП-вікенд у Володимирі-Волинському
- ЄМП-вікенд в Житомирі
- Регіональна сесія ЄМП Україна в Дніпрі
- 13-та Національна відбіркова конференція ЄМП Україна в Києві
- Четвертий Тренувальний табір ЄМП Україна в Києві
- Тренінг Головних організаторів

#### 2020
- Тренінг організаторів ЄМП Україна
- Шкільна сесія ЄМП Україна в Києві
- Шкільна сесія ЄМП Україна в Прилуках
- Шкільна сесія ЄМП Україна в Калуші (скасовано)
- Регіональна сесія ЄМП Україна в Черкасах (скасовано)
- Регіональна сесія ЄМП Україна в Запоріжжі (скасовано)
- 14-та Національна відбіркова конференція ЄМП Україна у Львові (скасовано)

#### 2021
- Перший діджитал ЄМП-вікенд в Калуші
- Другий діджитал ЄМП-вікенд в Києві
- Перша діджитал Регіональна сесія ЄМП Україна
- Літній тренінг для нових мемберів
- 15-та Національна відбіркова конференція ЄМП Україна (онлайн)
- П'ятий Тренувальний табір ЄМП Україна в Одесі
- Зимовий тренінг для нових мемберів
- Тренінг щодо безпеки та психічного здоров’я (онлайн)
- Тренінг з журналістики та піару (онлайн)
- Тренінг щодо організації заходів та управління командою (онлайн)
- Перший цифровий ЄМП-вікенд в Калуші
- Другий цифровий ЄМП-вікенд в Києві
- Перша Регіональна сесія ЄМП Україна онлайн
- Літній тренінг для нових учасників
- 15-та Національна відбіркова конференція ЄМП Україна в Керчі (онлайн)
- Український хаб міжнародної сесії ЄМП у Любляні (гібридний формат)
- П'ятий Тренувальний табір ЄМП Україна в Одесі
- Тренінг проєкту «Understanding Europe» у Києві
- Зимовий тренінг для нових учасників

#### 2022
- Регіональна сесія ЄМП Україна в Рівному (скасовано)
- Регіональна сесія ЄМП Україна в Стрию (скасовано)
- Міжнародний діджитал форум ЄМП Україна — HARMLESS 2022
- Діджитал Сесія ЄМП Україна — DAUNTLESS 2022
- Тренінг FEARLESS 2022 (гібридний формат)

#### 2023
- Пʼята шкільна сесія ЄМП Україна в Великій Березовиці
- Регіональна сесія ЄМП Україна в Ніжині
- 16-та Національна відбіркова конференція «Маґура» в Тернополі
- ЄМП-дей в Харкові
- Сьомий Тренувальний табір ЄМП Україна в Чернівцях
- Регіональна відбіркова конференція в Олександрії

## Адаптація ЄМП Україна до карантинних обмежень внаслідок пандемії
За неможливості проведення живих заходів, а також із обмеженням подорожей закордон, європейська молодь почала розвивати новий формат заходів – онлайн.
ЄМП Україна з початку 2021 року починає експериментувати з новими форматами, поєднуючи надбання минулих років та досліджуючи можливості цифрової організації. Розвиток онлайн формату допоміг ЄМП Україна стати більш інклюзивною молодіжною організацією. Так, молодь як України, так і Європи, яка не мала можливість подорожувати або відвідувати живі заходи, отримала змогу бути активними учасниками онлайн-заходів. Окрім того, молодь з країн інших континентів також отримала змогу долучитись до онлайн-заходів.
ЄМП-Україна у 2021 році відтворили традиційну річну схему заходів у форматі онлайн. Так, були проведені онлайн-вікенди, перша цифрова сесія ЄМП-Україна, перша Національна відбіркова сесія. Усі заходи мали відповідне тематичне підґрунтя. Організаторами заходів з більшою легкістю змогли ставати не лише українці, але й іноземці. Для більш комплексного відновлення роботи, з’явились гібридні активності окремих заходів онлайн (наприклад, екскурсії), розвивались інтегровані в ЄМП мережеві активності. Українці долучились до першої міжнародної сесії онлайн, яка за рік переформатувалась з живої сесії у Мілані. Українці організували окремий живий хаб у Києві, де долучились до першої гібридної міжнародної сесії.

#### Пантікапей-2021
Особливим заходом став онлайн-захід «Пантікапей». Пантікапей – назва давньо-грецького міста на території сучасної Керчі. ЄМП Україна мали мрію організовувати щорічний тренувальний табір в горах не лише Карпат, але й Криму. Однак, окупація Криму завадила цьому. «Пантікапей» міг перенести учасників сесії до віртуального Криму. Особливою метою заходу було тематичне поєднання історичного надбання та сучасних технологій. Саме завдяки сучасним технологіям та можливостям розвитку онлайн-заходів, молоді українці разом із представниками інших країн змогли віртуально відвідати стародавнє місто Криму.

## Діяльність "ЄМП Україна" під час повномасштабного вторгнення РФ у 2022 році
Повномасштабне вторгнення Росії в Україну (24.02.2022) сколихнуло не лише Україну, а й всю Європу. Європейський молодіжний парламент — Україна як спільнота активних молодих людей зробила публічний заклик "Brake the silence!" до ЄМП Росії. Було зібрано величезну кількість волонтерів-членів "ЄМП Україна", які створили разом групу реактивного реагування на виклики війни. Організація координувала біженців та іноземних громадян, надаючи їм актуальну інформацію про способи евакуації. Представники інших національних комітетів активно долучались до підтримки. Було створено окрему групу реагування з представників управління ЄМП Польща та ЄМП Балтійських країн для допомоги ЄМП Україна. Також волонтери ЄМП Україна збирали та оприлюднювали актуальну інформацію про необхідні медикаменти, амуніцію, засоби нічного бачення, рації для ЗСУ. Налагоджували контакти та співпрацю з іншими країнами ЄС у пошуках гуманітарної допомоги. В своїх соціальних мережах "ЄМП Україна" створили інструкцію для іноземців щодо вступу до Інтернаціонального легіону Територіальної оборони, а також проводили інформаційну кампанію щодо бойкотування російського виробництва. Відповідний підрозділ "ЄМП Україна" разом із волонтерами створювали пости для соцмереж з інформацією про мітинги в країнах Європи, а також тримали світову спільноту у вирі подій завдяки щоденному новинному дайджесту з найсвіжішими фактами військових злочинів РФ та допомогою міжнародних партнерів.
Також предстаники ЄМП Україна мали нагоду відвідати посольство та поспілкуватися з Надзвичайним та Повноважним послом України до Латвійської Республіки на важливі теми міжнародної безпеки та сучасних пробем України в міжнародному середовищі в рамках 96 Міжнародної сесії у Ризі.

#### HARMLESS 2022
З 27 по 30 квітня 2022 року "ЄМП Україна" провели міжнародний онлайн форум HARMLESS 2022. Форум планувалось провести саме як попередження розростання війни та акцентування уваги на захист прав людини. Як актуальна тема, форум медійно підтримувався незалежними рекламними кампаніями. Білборди та сітілайти було розміщено в Києві, Чернігові, Харкові й інших містах. Також форум підтримали медійні представництва автозаправних центрів. За іронією долі, саме за день до повномасштабної війни відео-презентація форуму з’явилась на більше ніж п’ятиста екранах автозаправних станцій. Форум було переформатовано тематично як відповідь української молоді на російське вторгнення. Велику організаційну підтримку форум отримав від ЄМП Вірменія. Основними темами форуму стали проблеми міжнародної безпеки, захист прав людини, протидія кіберзлочинам та пропаганді на міжнародному рівні. В рамках форуму була запущена газета форуму HARMLESS 2022. Також був запущений подкаст "Underneath the shell, I have stories to tell". Окрім традиційного формату парламентського моделювання, були запрошені спікери, які провели тематичні лекції та відповідні дискусійні панелі. Так, серед спікерів були присутні представники дипломатичних осередків США та Європи в Україні, представники наукового середовища ЄС та Великобританії, представники опозиційних видавництв Росії.
Загалом, діяльність ЄМП Україна під час повномасштабного вторгнення націлена на просвітницьку діяльність серед європейської спільноти активної молоді, а також на фінансову та психологічну допомогу цивільним і військовим. "Європейський молодіжний парламент Україна" не припиняє свою діяльність у покращенні обізнаності міжнародної спільноти щодо війни в Україні.